# Tāne Mahuta
Tāne Mahuta est un kauri (Agathis australis) géant de la forêt de Waipoua, dans la région du Northland, en Nouvelle-Zélande.

## Présentation
Le nom de l'arbre signifie en maori « Seigneur de la Forêt » et est également le nom du dieu maori Tāne. Tāne Mahuta est le kauri le plus massif connu. Sa hauteur est de 51,2 mètres et il a une circonférence de 13,8 mètres (correspondant à un diamètre de 4.39 m). Aucune mesure n'ayant été réalisée, son âge est estimé entre 1 250 et 2 500 ans. 
Le volume du tronc atteint 244,5 m3 et sa hauteur est de 17,68 mètres.
Cet arbre est issu de l'ancienne forêt humide subtropicale qui poussait sur la péninsule North Auckland. D'autres kauris géants sont présents dans cette région, dont Te Matua Ngahere.
En 2018, des arbres situés à une soixantaine de mètres de Tāne Mahuta sont touchés par le dépérissement du kauri. En juin 2018, les Maoris du Te Kawerau ā Maki (en) décident de la mise en place d'une restriction temporaire d'accès (Rāhui) à la zone concernée pour limiter la propagation de la maladie.